# 小橋町 (大阪市)
小橋町（おばせちょう）は、大阪府大阪市天王寺区にある町名。丁番を持たない単独町名である。

## 地理
天王寺区の北東部に位置し、東に味原町、西に東高津町、南西に上本町、南に筆ケ崎町、北に味原本町と接している。

## 世帯数と人口
2019年（平成31年）3月31日現在の世帯数と人口は以下の通りである。
| 町丁   | 世帯数    | 人口    |
| ------ | --------- | ------- |
| 小橋町 | 1,016世帯 | 1,843人 |

### 人口の変遷
国勢調査による人口の推移。
| 1995年（平成7年）  | 1,698人 | [ 5 ] |  |
| 2000年（平成12年） | 1,631人 | [ 6 ] |  |
| 2005年（平成17年） | 1,746人 | [ 7 ] |  |
| 2010年（平成22年） | 1,999人 | [ 8 ] |  |
| 2015年（平成27年） | 2,039人 | [ 9 ] |  |

### 世帯数の変遷
国勢調査による世帯数の推移。
| 1995年（平成7年）  | 711世帯   | [ 5 ] |  |
| 2000年（平成12年） | 778世帯   | [ 6 ] |  |
| 2005年（平成17年） | 934世帯   | [ 7 ] |  |
| 2010年（平成22年） | 1,074世帯 | [ 8 ] |  |
| 2015年（平成27年） | 1,129世帯 | [ 9 ] |  |

## 事業所
2016年（平成28年）現在の経済センサス調査による事業所数と従業員数は以下の通りである。
| 町丁   | 事業所数  | 従業員数 |
| ------ | --------- | -------- |
| 小橋町 | 131事業所 | 1,567人  |

## 交通
- 大阪府道702号大阪枚岡奈良線（千日前通）

## 施設
- 大阪歯科衛生士専門学校
- 天王寺小橋郵便局
- 小橋公園

## その他

### 日本郵便
- 〒543-0028[3]（集配局：天王寺郵便局[11]）